# نينا درويل
نينا درويل هي لاعبة جمباز فني بلجيكية ولدت في 26 مارس 2000. فازت بعدة ميداليات أبرزها ذهبية بطولة العالم في 2018 و2019.

## روابط خارجية
- نينا درويل على موقع الاتحاد الدولي للجمباز (licence) (الإنجليزية)
- نينا درويل على موقع الاتحاد الدولي للجمباز (biography) (الإنجليزية)
- نينا درويل على موقع اللجنة الأولمبية الدولية (الإنجليزية)
- نينا درويل على موقع أوليمبيديا (الإنجليزية)
- نينا درويل على موقع اللجنة الأولمبية البلجيكية (الهولندية)